# Langue bifide
Pour les articles homonymes, voir Langue de serpent.

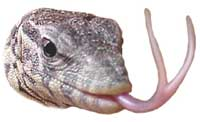
Langue bifide de varan.

Une langue bifide est une langue présentant deux extrémités séparées. 
Dans le langage courant une langue fourchue est le symbole du mensonge et de la duplicité, une double langue indiquant une « double parole », une des deux n'étant pas la vérité.

## Langue bifide chez les animaux

### Langue bifide des serpents et certains autres reptiles
Certains reptiles du clade des Bifurcata ont une langue bifide ; il s'agit de différentes branches de l'ordre des squamates, notamment les serpents et les varans. Elle est liée à la présence de l'organe chimio-sensible de Jacobson : les deux extrémités de la langue pénètrent chacune dans les deux cavités de cet organe ; le fait d'avoir deux organes différents permet à l'animal de localiser les sources d'odeurs (s'il n'en avait qu'un seul, il pourrait juste détecter la présence d'une source d'odeur, sans pouvoir la localiser). Lorsque l'animal se déplace, il rentre et sort sa langue de sa bouche en permanence pour pouvoir humer les odeurs de son environnement.
L'ancêtre commun des squamates n'avait pas cette particularité. Elle est apparue à plusieurs reprises,, lors de l'évolution de différentes espèces.

### Langue bifide chez les colibris
Les colibris ont une langue bifide. Les deux branches de la langue lui permettent de récolter le nectar à l'intérieur des fleurs. Chaque branche de la langue est recouverte de plusieurs lamelles permettant de retenir le nectar.

## Langue bifide chez l'être humain

### Maladie humaine
La langue bifide est rencontrée de façon pathologique lors de la forme récessive du syndrome de Robinow ou chez 2/3 des malades affectés par un syndrome oro-facio-digital type 1.

### Chirurgie esthétique: tongue split
Le tongue split est un type de modification corporelle visant à séparer les deux côtés de la langue pour lui donner l'apparence d'une langue de serpent.